# ويندي بوشارد
ويندي بوشارد (بالفرنسية: Wendy Bouchard)‏ هي مقدمة برامج إذاعية وصحفية فرنسية، ولدت في 22 يونيو 1980 في باريس في فرنسا.

## وصلات خارجية
- ويندي بوشارد على موقع IMDb (الإنجليزية)
- ويندي بوشارد على موقع قاعدة بيانات الفيلم (الإنجليزية)